# علی امیری (بازیکن فوتبال)
علی امیری رئوف (زاده ۱ فروردین ۱۳۶۷ - کوهدشت) یک بازیکن فوتبال اهل ایران است.